# Eric Green (hokej na travi)
Eric Hubert Green (8. kolovoza 1878. — 23. prosinca 1972.) je bivši engleski hokejaš na travi.
Osvojio je zlatno odličje na hokejaškom turniru na Olimpijskim igrama 1908. u Londonu igrajući za Englesku. 